# Besittningsmynt
Besittningsmynt är en samlarterm för de mynt som präglades på myntorter som var svenska besittningar  i Baltikum och i de tyska områdena under 1500-1800-talen. Utgivningen förekom inom generalguvernementen, men även i flera tillfälligt erövrade städer under trettioåriga kriget.  Utgivningsorterna var: Augsburg (1632-1634), Elbing (1628-1635 och 1656-1659), Erfurt (163-1634), Fürth (1632), Mainz (1632-1635), Narva (1670-1672), Nürnberg (1632), Osnabrück (1633), Reval (1561-1681), Riga (stadens myntverk 1621-1707, vid regeringens myntverk 1644-1649) , Stade (1649-1710), Stettin (1640-1710), Stralsund (1637-1808), Thorn (1656), Wismar (1650-1799), Wolgast (1633-1634) och Würzburg (1631-1632). 

Besittningsmynt från Riga.

Besittningsmynt kallas även de i andra länder präglade men på Saint-Barthélemy överpräglade mynt som cirkulerade på ön under dess svenska tid 1784-1878.